# Metarhinus
Metarhinus és un gènere extint de mamífers perissodàctils de la família dels brontotèrids que visqueren a Nord-amèrica durant l'Eocè, fa entre 39,7 i 46,2 milions d'anys. Se n'han trobat restes fòssils a Califòrnia, Colorado, Utah i Wyoming (Estats Units). Proporcionalment, tenien el crani allargat, amb una llargada d'entre 355 i 440 mm. Eren el tàxon germà de Fossendorhinus. El nom genèric Metarhinus significa ‘nas posterior’ i es refereix al fet que aparegueren un xic més tard que els seus parents propers del gènere Mesatirhinus.